# Halacha

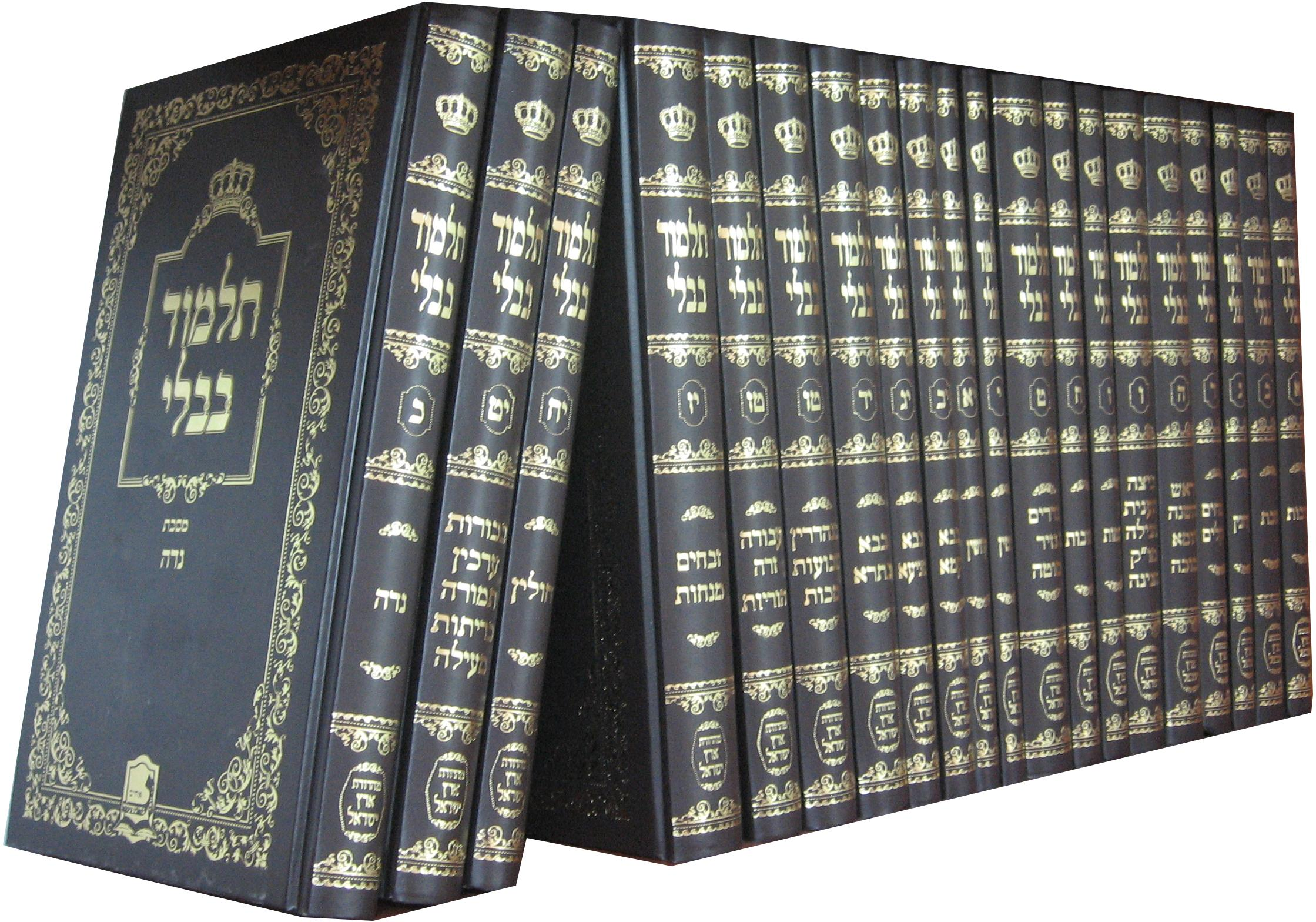
Babylons Talmud

Halacha är det hebreiska namnet på de delar av Talmud som utgör den samlade judiska lagen. All judisk lag kan härledas till den skriftliga respektive den muntliga lagen. Den skriftliga lagen utgörs av den hebreiska bibeln, Tanach. Den muntliga lagen är sådan lag som enligt traditionen också gavs till Moses på berget Sinai, men som inte skrevs ned. Denna lag fördes sedan muntligen vidare fram till exilen i Babylon, där den riskerade att gå förlorad och därför skrevs ned (för mer information kring detta se Talmud).

## Halachas tre delar
- Given lag är sådan lag som uttryckligen står i Tanach eller är del av den muntliga lagen. Ett exempel på sådan lag är: לֹֽא־תְבַשֵּׁ֥ל גְּדִ֖י בַּחֲלֵ֥ב אִמּֽוֹ, ”Lo tevashel gedi ba chalav imo”, Du skall inte koka en killing i dess moders mjölk, 5 Mos 14:21.
- Framtolkad lag är baserad på logiska slutsatser vilka enligt ett givet ramverk kan dras från den givna lagen. Ett exempel på sådan lag är att det är förbjudet att blanda kött och mjölk.
- Skapad lag är i allmänhet, men inte alltid, sådan lag som skapats för att förhindra ett ofrivilligt brytande av given och framtolkad lag. Ett sådant exempel är det faktum att det i judendomen även är förbjudet att blanda fågel med mjölkprodukter.